# Villa de Cheberne
La villa de Cheberne est une villa gallo-romaine située à Néris-les-Bains, dans le département de l'Allier, en France.

## Localisation
Elle est située à quelques centaines de mètres de la ville, près de la route de Clermont-Ferrand.

## Description
La villa équipée de thermes privés était organisée autour d’une cour à péristyle.

## Historique
Les premières découvertes sur le site ont été faites par Frédéric Moreau sous le Second Empire.
De nouvelles fouilles sont menées par Michel Desnoyers au début des années 1980. Elles montrent que la maison n'était pas isolée, mais faisait partie d'une agglomération, avec ses rues, un réseau d'égouts, des ateliers de verriers et de potiers.
Les recherches sont reprises à partir de 2007.
Une plaque de marbre décorée est découverte en 2016.
L'édifice est inscrit au titre des monuments historiques en 1991.